# Liqirahu
Liqirahu ist ein Ortsteil des Ortes Hera im osttimoresischen Suco Hera (Verwaltungsamt Cristo Rei, Gemeinde Dili).

## Geographie
Liqirahu gehört zur Aldeia Halidolar und liegt am Westrand des Ortes Hera, in einer Meereshöhe von 32 m. Ein Seitenarm des Quiks, der nur zur Regenzeit Wasser führt, bildet die Ostgrenze zu Heras Ortsteil Bidik. Ansonsten ist Liqirahu umgeben von Feldern und Brachland.